# Темництал
Темництал (њем. Temnitztal) општина је у њемачкој савезној држави Бранденбург. Једно је од 23 општинска средишта округа Остпригниц-Рупин. Према процјени из 2010. у општини је живјело 1.615 становника. Посједује регионалну шифру (AGS) 12068426.

## Географски и демографски подаци
Темництал се налази у савезној држави Бранденбург у округу Остпригниц-Рупин. Општина се налази на надморској висини од 38 метара. Површина општине износи 52,0 km². У самом мјесту је, према процјени из 2010. године, живјело 1.615 становника. Просјечна густина становништва износи 31 становника/km².